# Groupe de statues du dieu Horus et du roi Horemheb
Le groupe de statues du dieu Horus et du roi Horemheb se trouve dans la collection égypto-orientale du Kunsthistorisches Museum de Vienne. Il montre l'ancien roi égyptien (Pharaon) Horemheb avec le dieu Horus et remonte à la XVIIIe dynastie du Nouvel Empire (vers 1300 av. J.-C.). 
Horemheb était un officier sous les ordres d'Akhenaton et de Smenkhkarê. Après ces deux rois, lui et Aÿ ont été conjointement responsables du déplacement du gouvernement, d'Akhetaton à Memphis, et du détournement de la religion d'Aton au début du règne de Toutânkhamon. Après la mort précoce de Toutânkhamon, Aÿ prend la tête du règne pendant quatre ans et après sa mort, Horemheb, qui n'est pas apparenté aux rois d'Amarna ni à son successeur Ramsès Ier, se fait couronner roi. Il fait confirmer son règne par le dieu Amon lors de la fête d'Opet thébaine (stèle du couronnement). Sous Horemheb, la restauration des anciens cultes et la reconstruction des anciens temples sont achevées dans le cadre de l'abandon de la religion atonienne.
Outre ce groupe de statues d'Horemheb avec Horus, il existe deux autres groupes de statues. L'un est à Turin et le montre avec Amon, l'autre à Londres le montre avec Amon-Kamoutef. Amon est le dieu qui a confirmé le couronnement d'Horemheb, mais c'est « son père Horus » qui l'a choisi pour devenir pharaon. En son honneur, le groupe de statues de Vienne a été créé. 
La sculpture en pierre calcaire montre le roi Horemheb, presque grandeur nature, assis à gauche du dieu Horus. Horus tient son bras droit autour de la taille du roi, dans son bras gauche il tient le signe de vie. Les deux personnages portent le court tablier rituel, sur la tête, la double couronne (pschent) et le serpent uraeus, le roi a en plus le foulard rayé némès et la barbe du roi. 

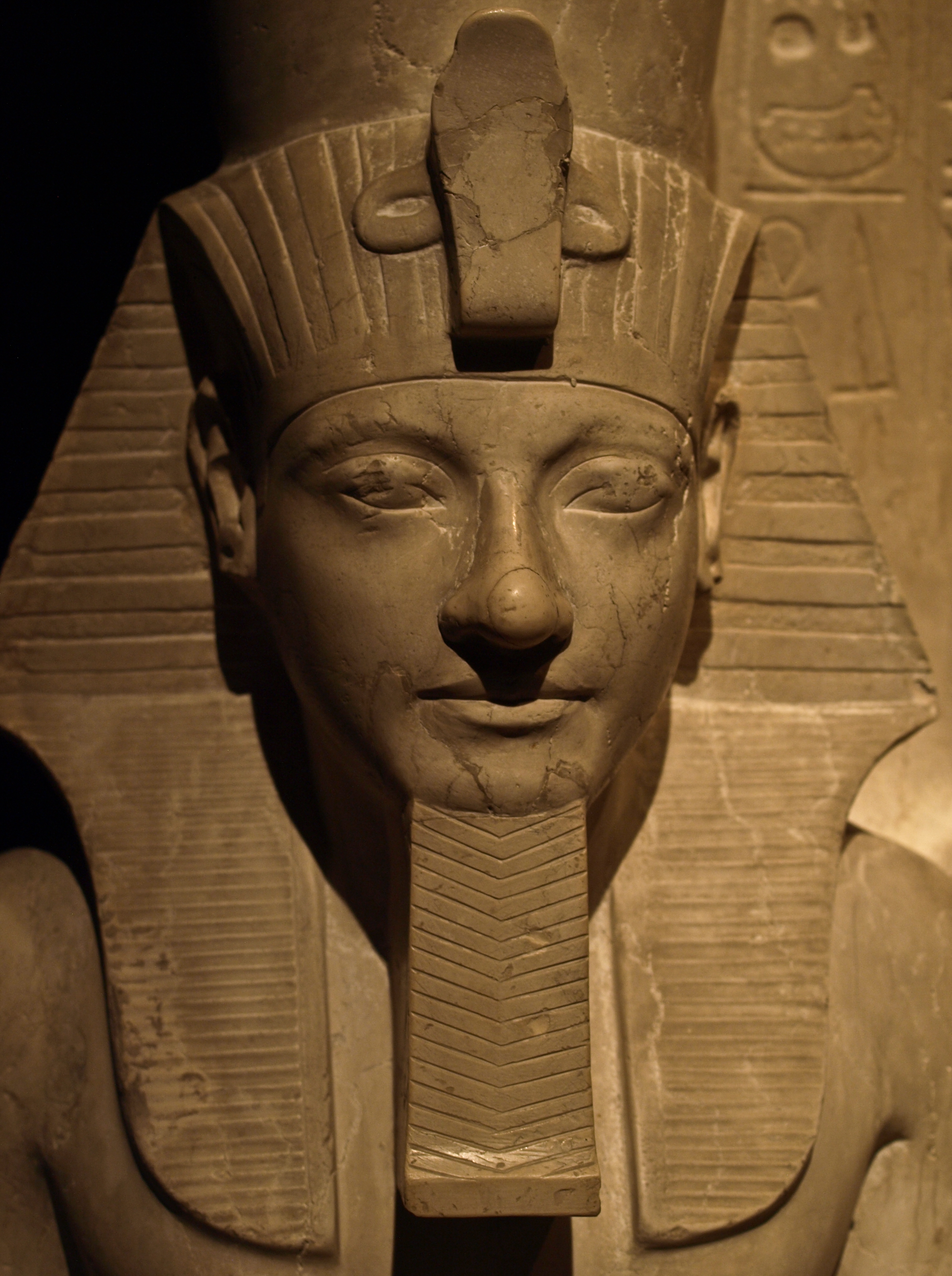
Détail : visage d'Horemheb.

Le groupe de statues a fait l'objet d'une importante restauration à l'époque moderne, au cours de laquelle les bras et les pieds extérieurs des deux personnages, la main gauche, la barbe et le bout du nez du roi et le bec du faucon ont été ajoutés.   
L'origine réelle du groupe de statues en Égypte n'est pas connue. Il a été hérité de l'archiduc François-Ferdinand de la collection estensienne (château du Catajo) et a été ajouté en 1918 à la collection du Kunsthistorisches Museum de Vienne. 